# Andrzej Kaleta (Wirtschaftswissenschaftler)
Andrzej Stanisław Kaleta (* 1956 in Breslau) ist ein polnischer Wirtschaftswissenschaftler und Rektor der Wirtschaftsuniversität Breslau.

## Leben
Andrzej Kaleta besuchte die Akademia Ekonomiczna im. Oskara Langego, den Vorgänger der Wirtschaftsuniversität Breslau, und schloss sie 1979 ab. Es folgte seine Promotion im Jahr 1987 oder 1988 und im Jahr 2000 habilitierte sich Andrzej Kaleta. Im Jahr 2002 wurde er Leiter des Lehrstuhls für Strategisches Management an der Breslauer Wirtschaftsuniversität. 
2014 wurde er zum Professor ernannt, zwei Jahre darauf erfolgte seine Wahl zum Rektor und 2020 seine Wiederwahl. 
Seit 2016 ist er zudem Mitglied der Polnischen Akademie der Wissenschaften.